# Ferrari 159 S
Ferrari 159 S – przebudowane Ferrari 125 S, które pod koniec sezonu 1947 roku zastąpiło na kilka wyścigów swojego poprzednika. W następnym sezonie auto zostało przebudowane w model o nazwie Ferrari 166 S.
Konstrukcja nośna i zawieszenie pojazdu nie różniło się od poprzednika, powiększeniu uległ jedynie silnik auta z 1,5 l w modelu 125 do 1,9 l w nowym Ferrari 159 S, pozwoliło to na zwiększenie mocy do 125 KM. Zachowano układ zasilania w postaci potrójnie zamontowanego podwójnego ssania. Pięciostopniowa manualna skrzynia biegów nie uległa zmianie. Powstały 2 egzemplarze Ferrari 159 S. Jedno z aut przetrwało do dziś, ale pod nazwą swojego następcy Ferrari 166 Spyder Corsa o numerze seryjnym 002C. Jest to najstarszy zachowany model Ferrari.

## Dane techniczne
Źródło: automobile catalog
Ogólne
- Lata produkcji: 1947
- Cena w chwili rozpoczęcia produkcji (1947): nigdy nie było w sprzedaży
- Liczba wyprodukowanych egzemplarzy: 2 (żaden z oryginalnych egzemplarzy nie zachował się do dziś)
- Projekt nadwozia: Gioacchino Colombo
- Zbiornik paliwa: 75 l

Osiągi
- Moc maksymalna: 125 KM (92 kW)
- Moment obrotowy: 130 Nm

Napęd
- Typ silnika: V12
- Pojemność: 1902 cm³
- Napęd: tylna oś

## Udział w wyścigach
Ferrari 159 S debiutowało 15 sierpnia 1947 roku na torze Circuito di Pescara z Franco Cortese za kierownicą.  Mimo starań 159 S podobnie jak model Ferrari 125 S nie był wystarczająco szybki aby pokonać 6CS 1500 w końcówce sezonu 1947 roku. Jednakże 12 października 1947 w Turin Grand Prix model 159 S wygrywa wyścig, auto prowadził Francuz Raymond Sommer.

## Wartość obecna
Cena dotyczy modelu Ferrari 166 Spyder Corsa o numerze seryjnym 002C. W roku 2004 auto zostało sprzedane na aukcji za 775 000 $, obecna wartość to ponad milion €.